# Coleby Lombardo
Coleby Lombardo (Los Angeles, 7 september 1978), geboren als Coleby Jason Lombardo, is een Amerikaans jeugdacteur. 

## Biografie
Lombardo begon met acteren in 1986 in de televisieserie Sledge Hammer!. Hierna heeft hij nog meerdere rollen gespeeld in televisieseries en televisiefilms, zoals The Colbys (1986-1987), L.A. Law (1988) en China Beach (1990-1991). In 1992 acteerde hij voor het laatst; wat hij hierna heeft gedaan, is onbekend.
Lombardo werd in 1988 genomineerd voor de Young Artist Award voor zijn rol in de televisieserie The Colbys in de categorie Beste Jonge Acteur – Gastacteur in een televisieserie.

## Filmografie

### Films
Uitgezonderd korte films.
- 1992 The Price She Paid – als R.T.
- 1992 Radio Fever – als vriend van de visser
- 1991 Career Opportunities – als stem
- 1990 The Rookie – als broer van David

### Televisieseries
Uitgezonderd eenmalige gastrollen.
- 1990 – 1991 China Beach – als jongen en Lanier – 3 afl.
- 1986 – 1987 The Colbys – als Scott Cassidy – 12 afl.